# Timrat
Timrat (hebreiska: תמרת) är en ort i Israel.   Den ligger i distriktet Norra distriktet, i den norra delen av landet. Timrat ligger 233 meter över havet och antalet invånare är 1 789.
Terrängen runt Timrat är platt åt nordväst, men åt sydost är den kuperad. Runt Timrat är det ganska tätbefolkat, med 80 invånare per kvadratkilometer. Närmaste större samhälle är Migdal Ha‘Emeq, 3,4 km sydost om Timrat. Trakten runt Timrat består till största delen av jordbruksmark.